# Речиця-Криська
Речиця-Криська (хорв. Rečica Kriška) — населений пункт у Хорватії, в Загребській жупанії у складі громади Криж.

## Населення
Населення за даними перепису 2011 року становило 346 осіб.
Динаміка чисельності населення поселення:

## Клімат
Середня річна температура становить 11,01 °C, середня максимальна – 25,72 °C, а середня мінімальна – -6,12 °C. Середня річна кількість опадів – 857 мм.
| Клімат поселення                              | Клімат поселення | Клімат поселення | Клімат поселення | Клімат поселення | Клімат поселення | Клімат поселення | Клімат поселення | Клімат поселення | Клімат поселення | Клімат поселення | Клімат поселення | Клімат поселення | Клімат поселення |
| Показник                                      | Січ.             | Лют.             | Бер.             | Квіт.            | Трав.            | Черв.            | Лип.             | Серп.            | Вер.             | Жовт.            | Лист.            | Груд.            |                  |
| Середній максимум, °C                         | 6,61             | 8,73             | 13,29            | 17,63            | 22,64            | 25,72            | 24,85            | 24,26            | 20,28            | 15,10            | 9,64             | 5,38             |                  |
| Середня температура, °C                       | 0,25             | 2,36             | 6,90             | 11,24            | 16,25            | 19,35            | 20,90            | 20,30            | 16,32            | 11,14            | 5,68             | 1,44             |                  |
| Середній мінімум, °C                          | −6,12            | −4,02            | 0,54             | 4,87             | 9,88             | 12,98            | 16,92            | 16,32            | 12,32            | 7,17             | 1,71             | −2,55            |                  |
| Норма опадів, мм                              | 51               | 49               | 56               | 67               | 78               | 91               | 78               | 81               | 77               | 79               | 85               | 65               |                  |
| Середньомісячна швидкість вітру, м/с          | 1.90             | 2.10             | 2.50             | 2.40             | 2.20             | 2.00             | 2.00             | 1.80             | 1.80             | 1.90             | 1.90             | 1.90             |                  |
| Середньомісячна сонячна радіація, кДж/м²·день | 4198             | 6932             | 10722            | 15205            | 19357            | 21322            | 22469            | 19574            | 14447            | 8911             | 4655             | 3389             |                  |
| --------------------------------------------- | ---------------- | ---------------- | ---------------- | ---------------- | ---------------- | ---------------- | ---------------- | ---------------- | ---------------- | ---------------- | ---------------- | ---------------- | ---------------- |
| Джерело:                                      |                  |                  |                  |                  |                  |                  |                  |                  |                  |                  |                  |                  |                  |